# Fritz Neuber
Fritz Neuber (Carl Friedrich Neuber) (* 10. Oktober 1837 in Köln; † 10. August 1889 in Hamburg) war ein deutscher Bildhauer.
Als Schüler des der Kölner Dombauhütte verbundenen Holzschnitzers Christoph Stephan (1797–1864) und von Julius Lippelt (1829–1864) bildete er sich in Wien, Berlin und Paris weiter aus. 1863 zog er nach Hamburg. Wichtig war ihm die Erkennbarkeit der Personen sowie die historische Richtigkeit und die Genauigkeit der Kostüme. Später schuf er für Privatleute Idealfiguren in „trefflicher Technik: Mignon, die Findung des Moses, Nymphe mit dem Dionysosknaben, einen langen Fries aus den »Nibelungen« von Wilh. Jordan und mehrere treffliche Büsten, z. B. die des genannten Jordan, der Königstochter Isolde und der Dorina la bella.“
Er beteiligte sich 1872 an dem Wettbewerb für das Regimentsdenkmal 1870/71 (heutiger Standort Alsterufer/Fontenay), den jedoch Johannes Schilling gewann. Fritz Neuber war Mitglied im Hamburger Künstlerverein von 1832.

## Werke

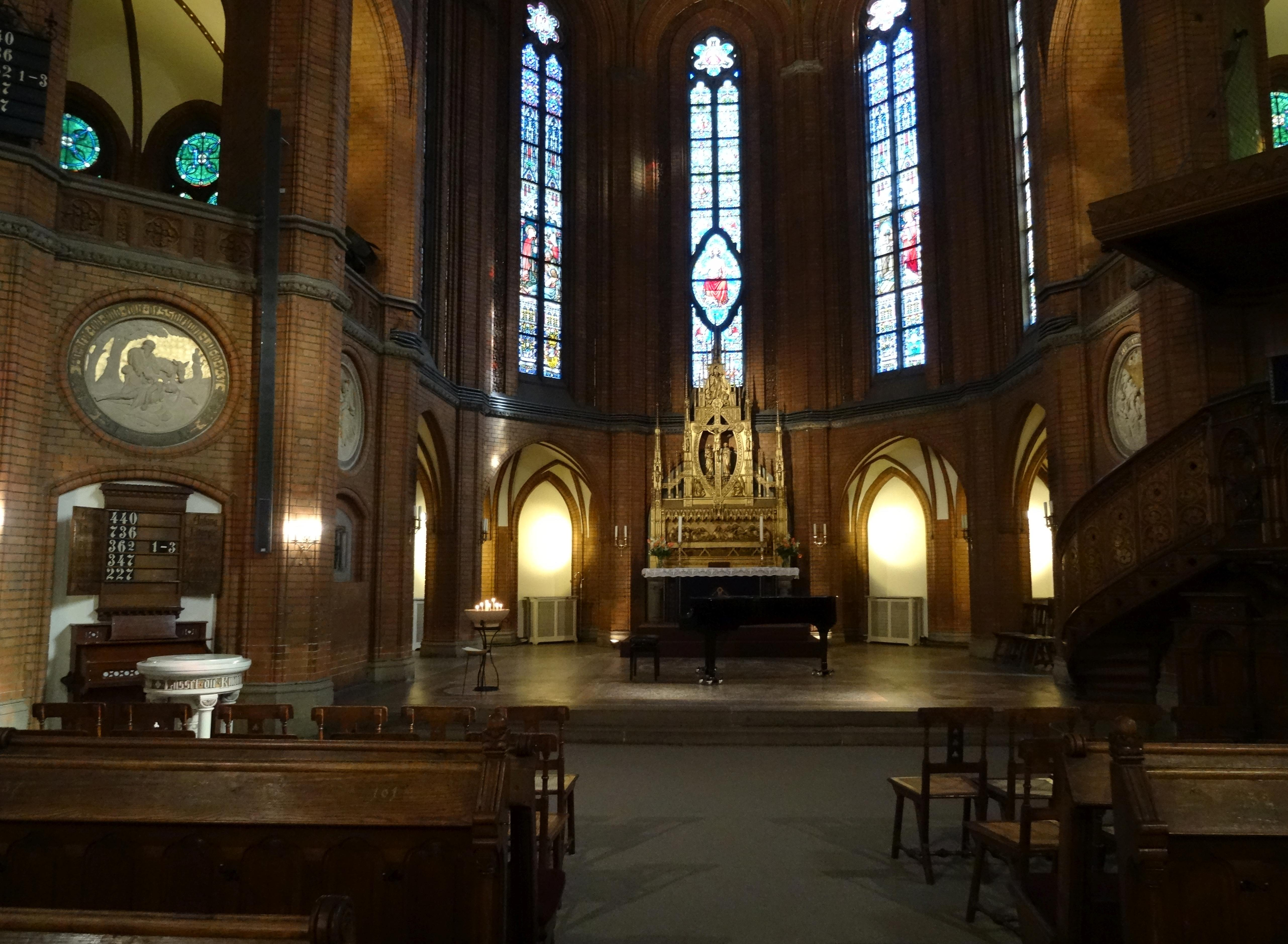
Altar im St. Johannes Hamburg-Harvestehude

| 1865      | Ehemalige Hauptkirche St. Nikolai (Hamburg): Figuren Außenfront – u. a. das Standbild von Friedrich Schleiermacher und den „kolossalen Matthäus“ am Turm.                                                                               |
| 1873      | Neumünster, Kriegerdenkmal 1870/71 mit Reliefbild „Germania, dem gefallenen Krieger einen Kranz reichend“ |
| 1873/1883 | Relieffries zu Wilhelm Jordans „Nibelungen“ im Herrenhaus von Gut Buckhagen bei Kappeln. |
| 1882      | St. Johannis (Harvestehude): Altar-Relief und ein Teil der sieben Reliefmedaillons (gemeinsam mit Aloys Denoth und dem Bildhauer Struber)                                                                                               |
| 1888      | Hauptkirche St. Petri (Hamburg) – Turm: Segnender Christus |
| 1872      | Im Deutschen Historischen Museum Berlin wird ein Abguss der Marmorbüste des August Heinrich Hoffmann von Fallersleben gezeigt, die am 21. Dezember 1872 als Stiftung von Kunstfreunden in der Hamburger Kunsthalle enthüllt worden war. |